# 7-я Украинская советская дивизия
7-я Украинская советская дивизия (7-я сд, укр. 7-ма українська радянська дивізія) — воинское соединение РККА в период Гражданской войны в России в вооружённых силах УССР и РСФСР.

## Предыстория
1919 год
24 марта Реввоенсовет Украинского фронта принял решение о создании 1-й, 2-й и 3-й Украинских советских армий и переформировании украинских советских дивизий в девятиполковые.

## История
1919 год
15 апреля приказом по войскам Украинского фронта были созданы 2-я и 3-я Украинские советские армии/
Во 2-ю Украинскую советскую армию вошли части Группы войск харьковского направления (управление и 1-я Заднепровская бригада 1-й Заднепровской Украинской советской дивизии, 2-я отдельная бригада, 3-я Заднепровская бригада 1-й Заднепровской Украинской советской дивизии, Крымская бригада), которые были сведены в 2 штатные дивизии.
- 3-я Украинская советская дивизия (бывшие Управление дивизии, 1-я Заднепровская бригада 1-й Заднепровской Украинской советской дивизии и другие части).
- 7-я Украинская советская дивизия (бывшая 3-я Заднепровская бригада 1-й Заднепровской Украинской советской дивизии и другие части).

Начальник 3-й Заднепровской бригады Н. И. Махно назначался начальником 7-й Украинской советской дивизии.
Я. З. Покус был назначен начальником штаба 7-й Украинской советской дивизии.

Нестор Махно, 1919

- Покус Я.З. Член РКП(б) с 1919, украинец, начальник штаба 3-й стрелковой бригады 2-й Украинской советской дивизии (1-28.2.1919), начальник штаба и врио командира 2-й Отдельной бригады (28.2.-21.3.1919), начальник штаба 7-й Украинской стрелковой дивизии (15.4.-24.6.1919).

В апреле-июне дивизия вела боевые действия с войсками Вооружённых сил Юга России под командованием генерала А. И. Деникина - Кавказской Добровольческой армией (до 2 мая 1919) и Донской армией Всевеликого Войска Донского.
6 июня председатель РВСР Л.Д.Троцкий издал приказ, в котором объявил начальника 7-й Украинской советской дивизии Н.И.Махно вне закона «за развал фронта и неподчинение командованию».
8 июня начальником дивизии был назначен А.С.Круссер (начальник боевого участка). Дивизия занимала участок фронта «от Азовского моря до Новоуспеновки».
9 июня А.С.Круссер издал приказ о вступлении в должность начальника дивизии. Погиб 
в ночь с 9 на 10 июня у станции Пологи Таврической губернии при пулемётном обстреле бронепоезда, в котором он находился.
24 июня Я. З. Покус был назначен командиром 1-й бригады 7-й Украинской советской дивизии.
6 июля Я. З. Покус был назначен командиром 3-го полка Отдельной Башкирской кавдивизии.

## Подчинение
- 15-27.04.1919: Украинский фронт, 2-я Украинская советская армия.
- 27.04-4.06.1919: Южный фронт, 2-я Украинская советская армия.
- 4.06-июль 1919: Южный фронт, 14-я армия.

## Командование
- Нестор Иванович Махно, начальник дивизии (15.04-8.06.1919).[3],[2],[4]
- Александр Семёнович Круссер (8-9.06.1919).[6]
- Яков Захарович Покус, начальник штаба дивизии (15.4-24.6.1919).[5]

## Другие командиры
- Командир 1-й бригады Яков Захарович Покус (24.06.-6.07.1919).[5]